# Lithophane semiconfluens
Lithophane semiconfluens là một loài bướm đêm trong họ Noctuidae.